# Новая Аквитания
Но́вая Аквита́ния (фр. Nouvelle-Aquitaine, баск. Akitania Berria, окс. Nòva Aquitània) — регион Франции, созданный в соответствии с территориальной реформой французских регионов 2014 года в результате объединения регионов Аквитания, Лимузен и Пуату — Шаранта. Официальной датой образования нового региона считается 1 января 2016 года.

## Название
В тексте закона было определено временное наименование региона, состоящее из соединения названий существующих исторических регионов Аквитания (фр. Aquitaine), Лимузен (фр. Limousin) и сдвоенного названия региона Пуату — Шаранта (фр. Poitou-Charentes), разделённых (во французском написании) дефисами.
В июне 2016 года рабочая группа, во главе которой была историк Анн-Мари Кокюла, бывший президент Аквитании, предложила наименование «Новая Аквитания» (фр. Nouvelle Aquitaine). Такое решение было предложено после того, как популярный среди населения вариант «Аквитания» вызвал сопротивление местных политиков из бывших регионов Лимузен и Пуату — Шаранта, в то время как другой популярный вариант, «Большая Аквитания» (фр. Grande Aquitaine), был отклонён в связи со стилистической окраской, вызывающей чувство превосходства. Ален Руссе, президент региона, поддержал результаты рабочей группы, повторно заявив, что он не видит другого выбора для региона. Сожалеющим о потере наименований «Лимузен» и «Пуату — Шаранта» он напомнил тот факт, что ранее за 40 лет существования регион Аквитания не стёр самобытность регионов Перигор и Страна басков.
27 июня 2016 года, всего за несколько дней до крайнего срока — 1 июля, Региональный совет почти единогласно принял «Новую Аквитанию» как постоянное наименование региона. 28 сентября 2016 года Государственный совет Франции одобрил наименование «Новая Аквитания» (фр. Nouvelle-Aquitaine), которое вступило в силу 30 сентября.

## География
Регион общей площадью 84 061 км² является крупнейшим на территории метрополии Франции. Он расположен на юго-западе страны и граничит с регионами Земли Луары и Центр — Долина Луары на севере, Овернь — Рона — Альпы и Окситания на востоке, с Испанией на юге. С запада регион омывается Атлантическим океаном.
По территории региона протекают две из пяти Великих рек Франции: Гаронна и Луара, а также крупная река Дордонь. С востока регион ограничен возвышенностями Центрального массива, а с юга — Пиренеями.

## История
В 1790 году исторические провинции Франции были переделаны в департаменты. Во время Третьей республики в 1919 году Этьеном Клементелем были учреждены «экономические регионы» и произведена первая попытка экономического планирования.
30 июня 1941 года правительство маршала Петена объединило департаменты под руководством регионального префекта. Они просуществовали до 1946 года и были созданы вновь в 1960 году. Такая структура оставалась неизменной до 2015 года.

## Административное деление
Регион покрывает площадь более чем 84 061 км² с численностью населения 5 844 177 человек. Плотность населения составляет (по состоянию на 2013 год) 69,52 чел./км². Административным центром региона является город Бордо.

### Департаменты
| Департамент | Департамент           | Герб | Площадь    | Население | Плотность населения | Административный центр |
| ----------- | --------------------- | ---- | ---------- | --------- | ------------------- | ---------------------- |
| 16          | Шаранта               |      | 5956 км²   | 353 657   | 61,19 чел./км²      | Ангулем                |
| 17          | Приморская Шаранта    |      | 6864 км²   | 628 733   | 93,36 чел./км²      | Ла-Рошель              |
| 19          | Коррез                |      | 5857 км²   | 241 247   | 43,07 чел./км²      | Тюль                   |
| 23          | Крёз                  |      | 5565 км²   | 121 517   | 22,99 чел./км²      | Гере                   |
| 24          | Дордонь               |      | 9060 км²   | 416 384   | 47,09 чел./км²      | Перигё                 |
| 33          | Жиронда               |      | 10 725 км² | 1 483 712 | 137,93 чел./км²     | Бордо                  |
| 40          | Ланды                 |      | 9243 км²   | 392 884   | 43,03 чел./км²      | Мон-де-Марсан          |
| 47          | Ло и Гаронна          |      | 5361 км²   | 332 119   | 63,89 чел./км²      | Ажен                   |
| 64          | Атлантические Пиренеи |      | 7645 км²   | 660 871   | 88,28 чел./км²      | По                     |
| 79          | Дё-Севр               |      | 5999 км²   | 371 583   | 63,44 чел./км²      | Ньор                   |
| 86          | Вьенна                |      | 6990 км²   | 430 018   | 62,74 чел./км²      | Пуатье                 |
| 87          | Верхняя Вьенна        |      | 5520 км²   | 375 869   | 69,71 чел./км²      | Лимож                  |

### Крупнейшие города
Крупнейшими городами региона (с населением более 30 тысяч жителей) являются:
| №  | Город           | Департамент           | Население (2013) |
| -- | --------------- | --------------------- | ---------------- |
| 1  | Бордо           | Жиронда               | 243 626          |
| 2  | Лимож           | Верхняя Вьенна        | 135 038          |
| 3  | Пуатье          | Вьенна                | 87 427           |
| 4  | По              | Атлантические Пиренеи | 77 575           |
| 5  | Ла-Рошель       | Приморская Шаранта    | 74 344           |
| 6  | Мериньяк        | Жиронда               | 68 386           |
| 7  | Пессак          | Жиронда               | 60 763           |
| 8  | Ньор            | Дё-Севр               | 57 393           |
| 9  | Байонна         | Атлантические Пиренеи | 47 492           |
| 10 | Брив-ла-Гайард  | Коррез                | 46 794           |
| 11 | Ангулем         | Шаранта               | 41 970           |
| 12 | Таланс          | Жиронда               | 41 517           |
| 13 | Англет          | Атлантические Пиренеи | 39 184           |
| 14 | Ажен            | Ло-и-Гаронна          | 34 344           |
| 15 | Мон-де-Марсан   | Ланды                 | 31 334           |
| 16 | Шательро        | Вьенна                | 31 262           |
| 17 | Вильнав-д'Орнон | Жиронда               | 30 663           |
| 18 | Перигё          | Дордонь               | 30 036           |